# Скотской бунт
«Скотско́й бунт. Письмо́ малоросси́йского поме́щика к своему́ петербу́ргскому прия́телю» — сатирическая повесть историка Николая Костомарова, написанная им в последние годы жизни и опубликованная лишь спустя много лет после его смерти. Повесть представляет собой рассказ от лица помещика о том, как животные на его хуторе устроили революцию, взбунтовавшись против хозяев. После первой публикации в 1917 году не переиздавалась до 1991 года.
Сюжет повести во многом предвосхитил сюжет произведения английского писателя Джорджа Оруэлла «Скотный двор» (1945), представляющего собой сатиру на тему большевистской революции в России и её последствий.

## Сюжет
Малороссийский помещик пишет своему корреспонденту о «необыкновенных событиях», произошедших на его хуторе: это был «бунт, восстание, революция!», причём «бунт не то что подчинённых, а подневольных, только не людей, а скотов и домашних животных».
Дух «какого-то революционного движения», признаки сопротивления и непокорства начали появляться на хуторе с весны 1879 года. Свирепый бугай, которого все боялись и постоянно держали запертым в загоне, выступил в роли «всескотного агитатора», который обратился к рогатому скоту с речью, направленной против господства людей. По его словам, «коварный тиран поработил нас, малоумных, и довёл до того, что мы потеряли достоинство живых существ и стали как бы немыслящими орудиями для удовлетворения его прихотей», поэтому необходимо перестать повиноваться тирану и заявить ему «не одним только мычаньем, но дружным скаканием и боданием, что мы хотим, во что бы то ни стало, быть вольными скотами, а не трусливыми его рабами». Бугай предложил добиваться «равенства, вольности и независимости», что всё стало «так, как было в иное блаженное, давнее время: снова все поля, луга, пастбища, рощи и нивы — всё будет наше, везде будем иметь право пастись, брыкать, бодаться, играть…» В течение лета революционные идеи бугая разносились по загонам, пастбищам и выгонам и перешли к лошадям: «В их ржущее общество проник дух мятежа». В роли агитатора среди лошадей выступил рыжий жеребец, также обратившийся к ним с речью, в которой призвал «добывать себе свободы», чтобы в будущем весь посеянный человеком овёс принадлежал лошадям: «Никто не посмеет нас выгонять оттуда, как прежде делалось. Не станут уже нас более ни запрягать, ни седлать, ни подгонять бичами». Поскольку речи бугая и жеребца нашли отклик у их соплеменников, «и рогатые, и копытчатые двумя ополчениями двинулись по направлению к усадьбе». К ним хотели примкнуть козы и овцы, однако часть овец попа́дала в овраг, через который надо было перейти, а другие растерялись. Свиньи присоединились к восстанию и отправились разорять цветник и огороды позади дома, тогда как коровы и лошади стали наседать на ворота и ограду. К бунтовщикам также примкнули домашние птицы и кошки, тогда как собаки остались верны человеку.
Весть о «всеобщем поголовном восстании скотов» принёс скотник Омелько, который обладал удивительным даром: хотя он никогда не учился грамоте, он в совершенстве знал «языки и наречия всех домашних животных: и волов, и лошадей, и овец, и свиней, и даже кур и гусей», «вооружась единственно продолжительною, упорною наблюдательностью над скотскими нравами и бытом». Помещик с сыновьями, взяв ружья, забрались на деревянную голубятню и отправили Омелько на переговоры с бунтовщиками. Тот вернулся, сообщив, что позиция восставших непримирима, и они грозят забодать, залягать и загрызть хозяев. Тогда было решено предложить бунтовщикам волю: хлеб был уже почти убран с полей, и хотя животные неизбежно уничтожили бы часть урожая, осенью и далее зимой они бы в любом случае остались без корма и вынуждены были бы вернуться на хутор. Так и получилось. Коровы и лошади разбежались. Свиней удалось усмирить, застрелив кабана-вожака и разогнав остальных при помощи собак. Домашнюю птицу Омелько смог уговорить, указав на то, что на воле гуси, утки и тем более куры, не приспособленные к самостоятельной жизни, просто погибнут. Коз и овец при помощи хворостины и угроз удалось быстро собрать в стадо и вернуть пастухам. Стада коров и лошадей вытоптали и поели оставшиеся посевы, но затем из-за споров раздробились на небольшие группы, которые Омелько уговорами возвращал на хутор. Лишь «самые задорные и упрямые скоты» бродили по полям до глубокой осени, когда выпал снег. В итоге все они вернулись в свои загоны. Бугай был казнён, а жеребец кастрирован.
«Так окончился скотской бунт», однако «что дальше будет — покажет весна. Нельзя поручиться, чтоб в следующее лето или когда-нибудь в последующие годы не повторились виденные нами чудеса».

## Создание и публикация
Появление повести, по всей видимости, связано с осуждением методов деятельности русской революционной партии «Народная воля», объявившей в 1879 году о своей программе государственного переворота с целью передачи власти народу и о терроре как методе подготовки к перевороту.
По воспоминаниям Даниила Мордовцева, лето 1880 года Костомаров с семьёй проводил в Павловске на даче Морголина. В это время «будучи в более игривом состоянии духа, Николай Иванович написал довольно злую сатиру — „Бунт зверей“, которая, впрочем, нигде не была напечатана, потому что сатира эта — обоюдоострая и — по отношению ко многому — несправедливая».
В конце 1880 — начале 1881 года Костомаров пытался опубликовать повесть, обращаясь в несколько изданий. Так, он переписывался с редактором «Исторического вестника» Шубинским, который ответил ему, что для публикации там повесть не подходит, но он предложит её Суворину для «Нового времени». Кроме того, Костомаров предполагал опубликовать «Скотской бунт» под псевдонимом «Иван Богучаров» в московской «Газете Гатцука». Пока шли переговоры, 1 марта 1881 года в результате террористической атаки был убит император Александр II, что окончательно похоронило надежды на публикацию.
«Скотской бунт» был впервые опубликован лишь после Февральской революции в 1917 году в журнале «Нива» (№ 34-37). В примечании к публикации сказано: «Рукопись эта найдена при разборе бумаг покойного Николая Ивановича Костомарова и печатается с разрешения Литературного Фонда, которому принадлежит право собственности на все сочинения нашего знаменитого историка».
Советский журналист Виталий Третьяков летом 1988 года опубликовал в газете «Московские новости» заметку о повести Костомарова и её сходстве со «Скотным двором» Оруэлла. По его свидетельству, «ни одно советское издательство, ни один журнал не проявили интереса к „Скотскому бунту“ и после того, как „Московские новости“ известили о его существовании». В 1991 году повесть опубликована в фантастическом альманахе «Завтра» (с послесловием Третьякова), затем в 2002 году — в сборнике малоизвестных произведений Костомарова «Скотской бунт» в серии «Актуальная история России».

## Оценки
Исследователи отмечали, что повесть Костомарова положила начало «аллегорическим антиутопиям». Б. А. Ланин также указывает на то, что в написанном «Скотском бунте» «животные воплощают собой различные шаблоны социального поведения».
В литературе неоднократно отмечалось сюжетное сходство между двумя произведениями о бунте животных — «Скотской бунт» Костомарова и «Скотный двор» Оруэлла. Так, Виталий Третьяков говорит о том, что «близость сказки Оруэлла очерку Костомарова бросается в глаза» — в частности, «удивительным образом соотносятся идеи и некоторые обороты речей бугая из „Скотского бунта“ и борова из „Скотного двора“». При этом «и для Костомарова, и для Оруэлла „бунт животных“ — метафора народной революции». Он отмечает, что «в текстах Оруэлла и Костомарова нет дословных совпадений, а главные события „Скотного двора“ начинают разворачиваться там, где события „Скотского бунта“ обрываются».

Костомаров проанализировал — и в блестящей литературной форме — один из возможных исходов такой революции — ее крах при отсутствии организационного и интеллектуального начала. Оруэлл под впечатлением актуальных событий первой половины XX века рассмотрел другой вариант — перерождение революционного режима.

Мнения относительно того, мог ли Оруэлл быть непосредственно знакомым с произведением Костомарова, разнятся. Так, Алексей Ясь считает, что это маловероятно, учитывая, что Оруэлл не бывал в СССР и не знал русский язык. С другой стороны, комментатор статьи Третьякова О. Даг пишет о том, что «Оруэлл точно был знаком с работой Николая Ивановича и тут сомнения не должно быть»: «Очерк Костомарова ему или пересказал Глеб Струве (или Мария Кригер — они же о Костомарове знали) или кто-нибудь из его советских друзей».